# DJ Zany
Zany (Engels: clown) (Veldhoven, 11 mei 1974) is de artiestennaam van Raoul van Grinsven, een Nederlandse dj-producer.
Zany maakt deel uit van de Shadowlands Terrorists, de Southstylers en de Donkey Rollers. Ook heeft hij nummers gemaakt met onder meer Pavo, Tatanka en Duro. Hij wordt gezien als een van de betere hardstyleproducers en was een van de eerste dj's die begon met het produceren van hardstyle (The New Generation Bass, 2001).

## Aliassen
- Solo: Chicano, Copycat, DJ Alpha-bet, Orin-co, Pale-X, Raine en Raoul Luciano.
- In groepen: 040, Boomboys, Camilia, Cenoginerz, Club Robbers, Donkey Rollers, Mos Phat, Pavo & Zany, Project Deviate, Punk Brozz, Revolution Team, Sampleboxxx, Shadowlands Terrorists, Southstylers, Virus, Zini en Kantini.

Zany's voornaamste stijl is hardstyle, maar met de Shadowland Terrorists heeft hij ook veel hardcore house geproduceerd. Hij verzorgt veel remixes van andere bekende artiesten, zoals Luna, Showtek en buitenlandse dj's als A*S*Y*S (Acid Save Your Soul, oorspronkelijk een samenwerking van Frank Ellrich en Kai MacDonald, maar MacDonald verliet A*S*Y*S op 1 januari 2007). Ook heeft hij het anthem van Qlimax 2005 gemaakt: Science & Religion.

## Fusion Records
Fusion Records is een onderdeel van Freakymusic en werd opgericht door Coen Noordendorp. Zany is een belangrijk vertegenwoordiger van dit label en brengt (bijna) al zijn werk onder dit label uit. Zany heeft zijn eerste hier op uitgebracht, The Fusion Of Sound. Een album dat de Hardstyle wereld op zijn grondvesten deed schudden. een gevarieerder album is daarna niet meer uitgebracht. 

## Optredens
DJ Zany heeft meer dan 300 optredens gedaan, voornamelijk in Nederland maar ook veel in het buitenland, zoals België. Hij staat op de grote feesten zoals Qlimax, Sensation Black, Qrimetime, Hardbass, Mystery Land, In Qontrol, Defqon.1, Decibel Outdoor en nog vele andere. In 2008 was Raoul samen met Dj Vince verantwoordelijk voor de afsluiting van Qlimax, hier werden veel album tracks van Zany ten gehore gebracht. 

## Discografie
Niet alle producties zijn in deze tabellen weergegeven.
| Uitgave                                        | Alias                          | Label                  | Jaar |
| ---------------------------------------------- | ------------------------------ | ---------------------- | ---- |
| Be On Your Way                                 | Zany                           | Fusion Records         | 2002 |
| Rock The Beatz                                 | Zany                           | Fusion Records         | 2002 |
| Hectik / In My Mind                            | Zany                           | Fusion Records         | 2002 |
| Sky High / Funk Bass                           | Zany                           | Fusion Records         | 2003 |
| House Muzik / Razzia!                          | Zany                           | Fusion Records         | 2004 |
| Pillzz / Forentic                              | Zany                           | Fusion Records         | 2004 |
| Xpander / Tekno                                | Zany                           | Fusion Records         | 2004 |
| Dissin' / Our Power                            | Zany vs Duro                   | Fusion Records         | 2005 |
| Pure / Sky High (Technoboy Remix)              | Zany                           | Fusion Records         | 2005 |
| Science & Religion                             | Zany                           | Q-Dance                | 2005 |
| Thugs / Freakz                                 | Zany                           | Fusion Records         | 2005 |
| Deep Inside / Feel The Drumz                   | Zany                           | Fusion Records         | 2005 |
| Front 2 Back / Wise Guys                       | Zany & Tatanka                 | Fusion Records         | 2006 |
| Midnight                                       | The Beholder Meets Zany        | Seismic                | 2006 |
| What U Need                                    | Isaac & Zany                   | X-Rate                 | 2006 |
| Widowmaker / Spunk                             | Zany                           | Fusion Records         | 2006 |
| Back Again / Hasta La Pasta                    | Zany & Duro                    | Dutch Master Works     | 2007 |
| Volt / Inflator                                | Zany                           | Fusion Records         | 2007 |
| Annihilating / Who Wants This                  | Zany Meets The Beholder        | Fusion Records         | 2007 |
| Nothing Else Matters / Fever                   | Zany & DV8                     | Fusion Records         | 2007 |
| Euphoria / Fear Reigns Today                   | The Beholder Meets Zany        | Seismic                | 2008 |
| The Fusion Of Sound                            | Zany                           | Fusion Records         | 2008 |
| The Fusion Of Sound - Album Sampler 1          | Zany                           | Fusion Records         | 2008 |
| The Fusion Of Sound - Album Sampler 2          | Zany                           | Fusion Records         | 2009 |
| The Fusion Of Sound - Album Sampler 3          | Zany                           | Fusion Records         | 2009 |
| Vision                                         | Zany & DV8                     | Fusion Records         | 2009 |
| Do You Want Heavy                              | Zany & The Beholder            | Fusion Records         | 2009 |
| Maximum Force (Defqon.1 Australia Anthem 2009) | Zany                           | Q-Dance                | 2009 |
| Fruxaq / Huwex                                 | Zany & Dozer                   | Fusion Records         | 2010 |
| Mr.Monster                                     | Zany                           | Fusion Records         | 2010 |
| To Protect & Serve                             | Zany & The Beholder            | TiLLT! Records         | 2010 |
| The Great Zany Show                            | Zany                           | Fusion Records Special | 2010 |
| Paranoid / Diffusion / Diavoli                 | Zany & Noisecontrollers        | Fusion Records         | 2010 |
| Psychedelic Trip                               | Zany                           | Fusion Records         | 2010 |
| Bang The Bass                                  | Zany & Brennan Heart           | Fusion Records         | 2010 |
| Ghoulish Delight                               | Zany                           | Fusion Records         | 2011 |
| Oldskool / Tanz Electrik (The R3bels Remix)    | Zatox & Zany                   | Italian Hardstyle      | 2011 |
| Remix Pack                                     | Zany                           | Fusion Records         | 2011 |
| Again We Will Rise / Act Of Rage               | Zany & The Beholder            | Fusion Records         | 2011 |
| Son Of Torture                                 | Zany & Ran-D feat. Nikkita     | Fusion Records         | 2011 |
| World On Fire                                  | Zany & DV8                     | Fusion Records         | 2011 |
| Sound Intense City (Decibel Anthem 2011)       | Zany & Max Enforcer Ft. MC DV8 | Gold Records           | 2011 |
| Symphonic Feedback (Titan Remix)               | Zany                           | Fusion Records         | 2011 |
| Worship                                        | Zany                           | Fusion Records         | 2011 |
| Squared                                        | Zany                           | Fusion Records         | 2012 |

| Uitgave                     | Alias       | Label          | Jaar |
| --------------------------- | ----------- | -------------- | ---- |
| Here We Go / Porn           | Pavo & Zany | Fusion Records | 2003 |
| Shutterspeed / Big Fat Bass | Pavo & Zany | Fusion Records | 2003 |
| S.E.X.                      | Pavo & Zany | Q-Dance        | 2004 |
| 99.Nine / Orgasmo           | Pavo & Zany | Fusion Records | 2005 |

Ook bracht Zany platen uit onder de namen Project Deviate (MC DV8 & Zany), Donkey Rollers (Zany, DV8 & Jowan) en Southstylers (Zany, DV8 & Walt).

## Albums
| Uitgave             | Alias | Label          | Jaar |
| ------------------- | ----- | -------------- | ---- |
| The Fusion Of Sound | Zany  | Fusion Records | 2008 |
| Planet Zany         | Zany  | Fusion Records | 2012 |
| DNA                 | Zany  | Speqtrum       | 2019 |

## Trivia
- Zany's nummer "Be On Your Way" is te horen bij de opkomst van darter Ted Hankey als Hankey een wedstrijd speelt.